# Victor Lewis
Victor Lewis (* 20. Mai 1950 in Omaha, Nebraska) ist ein US-amerikanischer Jazz-Schlagzeuger.

## Leben und Wirken
Der aus einem musikalischen Elternhaus stammende Lewis – der Vater war Saxophonist, die Mutter Pianistin und Sängerin – begann im Alter von zehn Jahren eine Cello-Ausbildung, wechselte aber bald zum Schlagzeug; daneben studierte er auch klassisches Klavier. Im Alter von fünfzehn Jahren begann er, professionell in Omaha aufzutreten, u. a. begleitete er auch Hank Crawford. Er studierte dann an der University of Nebraska klassisches Schlagzeug.
1974 zog er nach New York City. Bei seinem ersten Gig mit der Band von Buster Williams traf er Woody Shaw, dessen Band er wenige Monate später beitrat und mit dessen Album The Moontrane er sein Plattendebüt hatte; es folgten zahlreiche weitere Aufnahmen wie  Basel 1980. Daneben arbeitete mit Musikern wie Joe Farrell, Earl Klugh, Hubert Laws, Carla Bley, Barry Finnerty und David Sanborn. Mit Sanborn spielte er seine ersten eigenen Kompositionen – Seventh Avenue und Sophisticated Squaw (Agaya) ein.
1980 verließ Lewis Shaws Band und schloss sich der Gruppe von Stan Getz an, der er bis zu dessen Tod 1991 angehörte. Mit ihm nahm er mehrere Alben und Videos auf. Daneben arbeitete er Ende der 1980er Jahre mit Musikern wie Kenny Barron, Art Farmer, J. J. Johnson, Mike Stern, John Stubblefield, Grover Washington Jr., The Manhattan Jazz Quintet sowie Bobby Hutcherson und war an der Aufführung von Charles Mingus’ Epitaph beteiligt.
Mit Bobby Watson leitete er die Gruppe Horizon, mit der er weltweit auftrat und u. a. das Album Present Tense einspielte. 1991 wirkte er als Gastmusiker beim Album Underground des Bläserensembles Twenty-Ninth Street Saxophone Quartet mit.
Außerdem ist er seit dessen Gründung Mitglied des Kenny Barron Quintet, spielte Aufnahmen mit Musikern wie Gary Bartz, Eddie Henderson, Johnny Griffin, Janis Siegel, Larry Willis, John Hicks und Abbey Lincoln ein und nahm mit Fred Lipsius ein jazzpädagogisches Lehralbum auf. Seit 2003 unterrichtet er an der Rutgers University in New Brunswick Jazzschlagzeug.

## Diskografie
- Family Portrait mit John Stubblefield, Edward Simon, Cecil McBee, Don Alias, Jumma Santos (AudioQuest)
- Eeeyyess! mit Seamus Blake, Terell Stafford, Stephen Scott, Ed Howard (Enja)
- Know It Today, Know It Tomorrow mit Eddie Henderson, Edward Simon, Christian McBride, Seamus Blake (Red Records)
- Three Way Conversations mit Seamus Blake, Steve Wilson, Terell Stafford (Red Records)

| Personendaten    | Personendaten                       |
| ---------------- | ----------------------------------- |
| NAME             | Lewis, Victor                       |
| KURZBESCHREIBUNG | US-amerikanischer Jazz-Schlagzeuger |
| GEBURTSDATUM     | 20. Mai 1950                        |
| GEBURTSORT       | Omaha, Nebraska, USA                |